# Устале, Эмиль
Эми́ль Устале́ (фр. Émile Oustalet, 1844—1905) — французский зоолог.

## Биография
В 1874 году Устале написал докторскую диссертацию под заголовком Recherches sur les insectes fossiles des terrains tertiaires de la France, в которой он описал третичную фауну насекомых, преимущественно из Оверни и окрестности Экс-ан-Прованса. Он был служащим в Национальном музее естественной истории в Париже, приняв в 1873 году наследство Жюль-Пьера Верро (1807—1873). После смерти Альфонса Мильн-Эдвардса (1835—1900) в 1900 году, он вступил в должность руководителя отделения маммологии.
В 1877 году совместно с Арманом Давидом (1826—1900) он опубликовал сочинение Les Oiseaux de la Chine… Avec un atlas de 124 planches, dessinées et lithographiées par M. Arnoul et coloriées au pinceau — фундаментальный труд об орнитофауне Китая со 124 изготовленными вручную литографиями художника М. Арнула фр. M. Arnoul. В этом сочинении были впервые описаны 807 видов птиц, из которых 249 были эндемиками Китая. Птицы представлены в их естественной среде обитания (например, на ветви). В 1900 году он описал 160 шкур птиц, которые из своей экспедиции в Конго привёз Жан Дыбовский (1856—1928).
Устале стал в 1900 году президентом 3. Международного Орнитологического конгресса (МОК) в Париже.
В честь Устале названы несколько видов животных, в том числе гигантский хамелеон (Furcifer oustaleti) и ангольская нектарница (Nectarinia oustaleti). Устале впервые научно описал такие виды животных, как зебра Греви, черноухий пёстрый голубь, палила и сейшельская камышовка.

## Публикации (выборочно)
- 1874 — Recherches sur les insectes fossiles des terrains tertiaires de la France (Paris : G. Masson).
- 1877 — с А. Давидом, Les Oiseaux de la Chine … Avec un atlas de 124 planches, dessinées et lithographiées par M. Arnoul et coloriées au pinceau (2. Bände)
- 1878 — с А. Мильн-Эдвардсом, Études sur les Mammifères et les Oiseaux des Îles Comores (Paris).
- 1880—1881 — Monographie des oiseaux de la famille des mégapodiidés (2. Bände, Paris).
- 1889 — Oiseaux dans le compte rendu de la mission scientifique du Cap Horn. 1882—1883 (Paris : Gauthier-Villars et fils).
- 1893 — La Protection des oiseaux (Paris : Jouvet) — Nachdruck 1895 und Neuauflage 1900.
- 1895 — Les Mammifères et les Oiseaux des îles Mariannes (2. Bände, Paris).
- 1899 — Oiseaux du Cambodge, du Laos, de l’Annam et du Tonkin (Paris).